# Diócesis de Chulucanas
La diócesis de Chulucanas (en latín: Dioecesis Chulucanensis) es una circunscripción eclesiástica de la Iglesia católica en Perú. Se trata de una diócesis latina, sufragánea de la arquidiócesis de Piura. Desde el 2 de abril de 2020 su obispo es Cristóbal Bernardo Mejía Corral.

## Territorio y organización
La diócesis tiene 13 306 km² y extiende su jurisdicción sobre los fieles católicos de rito latino residentes en 3 provincias del departamento de Piura: Ayabaca, Huancabamba y Morropón.
La sede de la diócesis se encuentra en la ciudad de Chulucanas, en donde se halla la Catedral de la Sagrada Familia.
En 2021 en la diócesis existían 23 parroquias
Existe además el Santuario de Nuestra Señora del Pilar, en Ayabaca, en donde se venera el Señor Cautivo de Ayabaca. 
Con la decisión de Daniel Turley y de los agentes de pastoral nació el 7 de marzo de 2010 el Seminario Mayor "Santísima Trinidad" de la diócesis de Chulucanas.

## Historia
La prelatura territorial de Chulucanas fue erigida el 4 de marzo de 1964 con la bula Venerabilis Frater del papa Pablo VI, obteniendo el territorio de la diócesis de Piura (hoy arquidiócesis). El primer prelado nullius fue John Conway McNabb, natural de Estados Unidos y de 38 años de edad.
Originalmente sufragánea de la arquidiócesis de Trujillo, el 30 de junio de 1966 pasó a formar parte de la provincia eclesiástica de Piura.
El 17 de junio de 1974, con la carta apostólica Quantum recta, el papa Pablo VI proclamó a la Sagrada Familia de Nazaret como principal patrona de la prelatura territorial.
El 12 de diciembre de 1988 la prelatura fue elevada a diócesis con la bula Quoniam praelaticia del papa Juan Pablo II.

## Estadísticas
Según el Anuario Pontificio 2022 la diócesis tenía a fines de 2021 un total de 399 819 fieles bautizados.
| Año                                                                             | Población            | Población | Población      | Sacerdotes | Sacerdotes    | Sacerdotes    | Bautizados por sacerdote | Diáconos permanentes | Religiosos | Religiosos | Parroquias |
| Año                                                                             | Bautizados católicos | Total     | % de católicos | Total      | Clero secular | Clero regular | Bautizados por sacerdote | Diáconos permanentes | Varones    | Mujeres    | Parroquias |
| ------------------------------------------------------------------------------- | -------------------- | --------- | -------------- | ---------- | ------------- | ------------- | ------------------------ | -------------------- | ---------- | ---------- | ---------- |
| 1966                                                                            | 277 000              | 277 000   | 100.0          | 24         | 11            | 13            | 11 541                   |                      | 20         | 12         | 10         |
| 1970                                                                            | 270 064              | 277 064   | 97.5           | 37         | 11            | 26            | 7299                     |                      | 30         | 32         | 16         |
| 1976                                                                            | 300 576              | 315 469   | 95.3           | 32         | 11            | 21            | 9393                     | 1                    | 24         | 39         | 15         |
| 1980                                                                            | 329 000              | 345 000   | 95.4           | 38         | 9             | 29            | 8657                     | 2                    | 38         | 43         | 15         |
| 1990                                                                            | 424 150              | 458 450   | 92.5           | 39         | 14            | 25            | 10 875                   | 1                    | 27         | 66         | 16         |
| 1999                                                                            | 427 000              | 450 000   | 94.9           | 34         | 17            | 17            | 12 558                   | 1                    | 19         | 56         | 16         |
| 2000                                                                            | 412 883              | 434 614   | 95.0           | 35         | 19            | 16            | 11 796                   | 1                    | 17         | 57         | 16         |
| 2001                                                                            | 412 883              | 434 614   | 95.0           | 37         | 21            | 16            | 11 159                   | 1                    | 17         | 57         | 16         |
| 2002                                                                            | 417 600              | 480 000   | 87.0           | 31         | 18            | 13            | 13 470                   | 2                    | 15         | 48         | 16         |
| 2003                                                                            | 420 000              | 480 000   | 87.5           | 28         | 18            | 10            | 15 000                   | 2                    | 15         | 42         | 16         |
| 2004                                                                            | 419 000              | 485 000   | 86.4           | 29         | 19            | 10            | 14 448                   | 2                    | 16         | 43         | 16         |
| 2006                                                                            | 435 000              | 485 000   | 89.7           | 32         | 22            | 10            | 13 593                   | 1                    | 17         | 37         | 18         |
| 2013                                                                            | 470 000              | 526 000   | 89.4           | 50         | 31            | 19            | 9400                     | 1                    | 26         | 42         | 22         |
| 2016                                                                            | 404 388              | 475 155   | 85.1           | 55         | 35            | 20            | 7352                     | 1                    | 32         | 41         | 22         |
| 2019                                                                            | 417 450              | 490 500   | 85.1           | 59         | 42            | 17            | 7075                     | 1                    | 23         | 39         | 23         |
| 2021                                                                            | 399 819              | 470 376   | 85.0           | 51         | 34            | 17            | 7839                     | 5                    | 25         | 41         | 23         |
| Fuente: Catholic-Hierarchy, que a su vez toma los datos del Anuario Pontificio. |                      |           |                |            |               |               |                          |                      |            |            |            |

## Episcopologio
- Juan Conway McNabb, O.S.A. † (4 de marzo de 1964-28 de octubre de 2000 retirado)
- Daniel Thomas Turley Murphy, O.S.A. (28 de octubre de 2000 por sucesión-2 de abril de 2020 retirado)
- Cristóbal Bernardo Mejía Corral, desde el 2 de abril de 2020